# Villiers-Charlemagne
Pour les articles homonymes, voir Villiers et Charlemagne (homonymie).

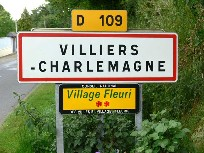
Village de Villiers-Charlemagne.

Villiers-Charlemagne est une commune française, située dans le département de la Mayenne en région Pays de la Loire, peuplée de 1 080 habitants (les Caropolitains).
La commune fait partie de la province historique de l'Anjou (Haut-Anjou).

## Géographie
Situé entre Laval à 22 km et Château-Gontier à 13 km, Villiers-Charlemagne est à 55 km d'Angers, à 75 km du Mans, à 88 km de Rennes et à 279 km de Paris.
La commune est située dans le sud-Mayenne.

### Communes limitrophes
| Origné            | Entrammes, Maisoncelles-du-Maine | Le Bignon-du-Maine |
| Houssay           | Villiers-Charlemagne             |                    |
| La Roche-Neuville | Fromentières                     | Ruillé-Froid-Fonds |

### Climat
Le climat qui caractérise la commune est qualifié, en 2010, de « climat océanique altéré », selon la typologie des climats de la France qui compte alors huit grands types de climats en métropole. En 2020, la commune ressort du même type de climat dans la classification établie par Météo-France, qui ne compte désormais, en première approche, que cinq grands types de climats en métropole. Il s’agit d’une zone de transition entre le climat océanique, le climat de montagne et le climat semi-continental. Les écarts de température entre hiver et été augmentent avec l'éloignement de la mer. La pluviométrie est plus faible qu'en bord de mer, sauf aux abords des reliefs.
Les paramètres climatiques qui ont permis d’établir la typologie de 2010 comportent six variables pour les températures et huit pour les précipitations, dont les valeurs correspondent aux données mensuelles sur la normale 1971-2000. Les sept principales variables caractérisant la commune sont présentées dans l'encadré ci-après.
| Paramètres climatiques communaux sur la période 1971-2000 - Moyenne annuelle de température : 11,4 °C - Nombre de jours avec une température inférieure à −5 °C : 2,1 j - Nombre de jours avec une température supérieure à 30 °C : 3,7 j - Amplitude thermique annuelle : 13,9 °C - Cumuls annuels de précipitation : 749 mm - Nombre de jours de précipitation en janvier : 12,3 j - Nombre de jours de précipitation en juillet : 6,7 j |

Avec le changement climatique, ces variables ont évolué. Une étude réalisée en 2014 par la Direction générale de l'Énergie et du Climat complétée par des études régionales prévoit en effet que la  température moyenne devrait croître et la pluviométrie moyenne baisser, avec toutefois de fortes variations régionales. La station météorologique de Météo-France installée sur la commune et en service de 1971 à 2020 permet de connaître l'évolution des indicateurs météorologiques. Le tableau détaillé pour la période 1981-2010 est présenté ci-après.
| Mois                                  | jan.           | fév.           | mars         | avril         | mai           | juin         | jui.        | août         | sep.           | oct.            | nov.          | déc.          | année    |
| ------------------------------------- | -------------- | -------------- | ------------ | ------------- | ------------- | ------------ | ----------- | ------------ | -------------- | --------------- | ------------- | ------------- | -------- |
| Température minimale moyenne (°C)     | 2,1            | 1,7            | 3,5          | 4,9           | 8,6           | 11,3         | 12,9        | 12,8         | 10,4           | 8,1             | 4,6           | 2,4           | 7        |
| Température moyenne (°C)              | 5,1            | 5,4            | 8,1          | 10,2          | 14            | 17,1         | 19          | 19           | 16,1           | 12,6            | 8,1           | 5,5           | 11,7     |
| Température maximale moyenne (°C)     | 8,1            | 9,1            | 12,7         | 15,4          | 19,4          | 22,9         | 25,2        | 25,1         | 21,9           | 17              | 11,6          | 8,5           | 16,4     |
| Record de froid (°C) date du record   | −16 16.01.1985 | −14 25.02.1986 | −11 01.03.05 | −4 12.04.1986 | −2 07.05.1979 | 2 05.06.1989 | 5 11.07.20  | 3 31.08.1986 | 1,2 11.09.1972 | −3,5 30.10.1997 | −8 23.11.1993 | −8 29.12.05   | −16 1985 |
| Record de chaleur (°C) date du record | 16 13.01.1993  | 20 27.02.19    | 24 20.03.05  | 28 18.04.18   | 31,5 27.05.05 | 38 29.06.19  | 39 23.07.19 | 39 10.08.03  | 34,5 14.09.20  | 29 03.10.11     | 21 07.11.15   | 17,5 07.12.00 | 39 2019  |
| Précipitations (mm)                   | 74,7           | 59             | 54,6         | 57,3          | 68,5          | 46,6         | 50,6        | 42,5         | 62,8           | 82              | 74,1          | 83,2          | 755,9    |

## Urbanisme

### Typologie
Au 1er janvier 2024, Villiers-Charlemagne est catégorisée commune rurale à habitat dispersé, selon la nouvelle grille communale de densité à sept niveaux définie par l'Insee en 2022.
Elle est située hors unité urbaine. Par ailleurs la commune fait partie de l'aire d'attraction de Laval, dont elle est une commune de la couronne,. Cette aire, qui regroupe 66 communes, est catégorisée dans les aires de 50 000 à moins de 200 000 habitants,.

### Occupation des sols
L'occupation des sols de la commune, telle qu'elle ressort de la base de données européenne d’occupation biophysique des sols Corine Land Cover (CLC), est marquée par l'importance des territoires agricoles (93,4 % en 2018), en diminution par rapport à 1990 (96,7 %). La répartition détaillée en 2018 est la suivante : 
terres arables (54,4 %), prairies (33,3 %), zones agricoles hétérogènes (5,7 %), forêts (3,1 %), zones urbanisées (2 %), mines, décharges et chantiers (1,5 %). L'évolution de l’occupation des sols de la commune et de ses infrastructures peut être observée sur les différentes représentations cartographiques du territoire : la carte de Cassini (XVIIIe siècle), la carte d'état-major (1820-1866) et les cartes ou photos aériennes de l'IGN pour la période actuelle (1950 à aujourd'hui).

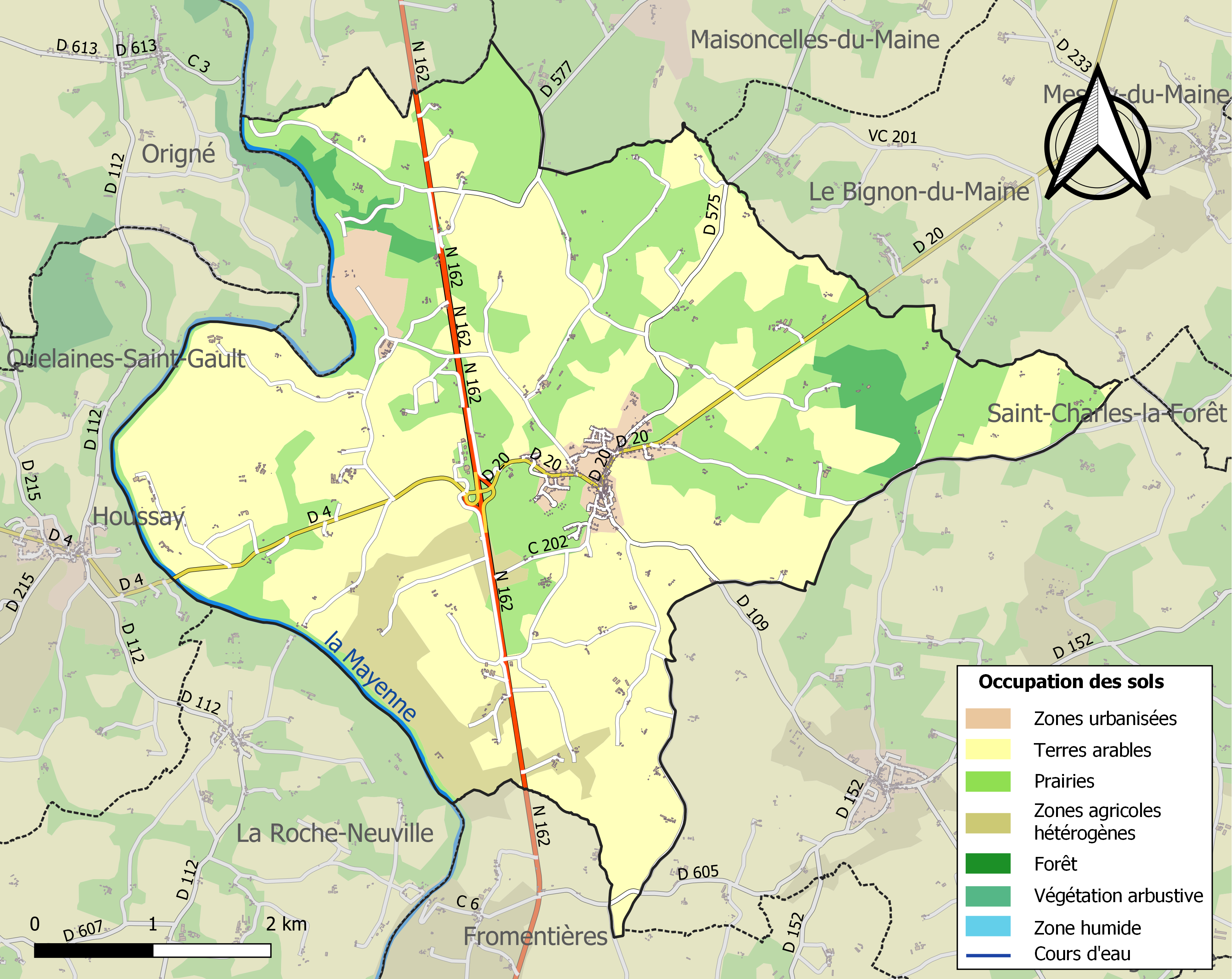
Carte des infrastructures et de l'occupation des sols de la commune en 2018 (CLC).

## Toponymie
Le nom de la localité est attesté sous la forme de Villeriis au XIe siècle et Villers Caroli Magni en 1114. Le toponyme Villiers, commun, est issu du latin villare désignant une partie de villa (« domaine »). Charlemagne pourrait faire allusion à un éventuel passage de l'empereur sur les lieux vers 778[réf. à confirmer], mais il pourrait aussi s'agir d'une attraction paronymique à partir de l'anthroponyme germanique Karl. Villiers-Charlemagne est la seule commune de France à porter le nom de Charlemagne.

## Histoire
Villiers-Charlemagne s'est établie dans la forêt de Boëria qui s'étendait de la Sarthe à la Mayenne. Villiers fut sans doute un village gallo-romain[réf. à confirmer].
Charlemagne serait venu à Villiers vers 778, lors de la préparation de l'expédition contre les Basques révoltés. Le lieu lui aurait plu, et du fait de la proximité de la frontière bretonne, il aurait formé le projet d'y construire une forteresse défensive contre les Bretons[réf. à confirmer]. Francon d'Ollivier, qui venait de dédicacer une église à saint Ernée, aurait eu une entrevue avec Charlemagne également à Villiers. Il se serait fait restituer les biens appartenant à l'Église du Mans appropriés par plusieurs seigneurs. Wilibert, seigneur de Villiers, aurait été chargé par l'empereur de rendre les biens temporels, dîmes et revenus appartenant à l'Église et aux abbés de Saint-Calais[réf. à confirmer].

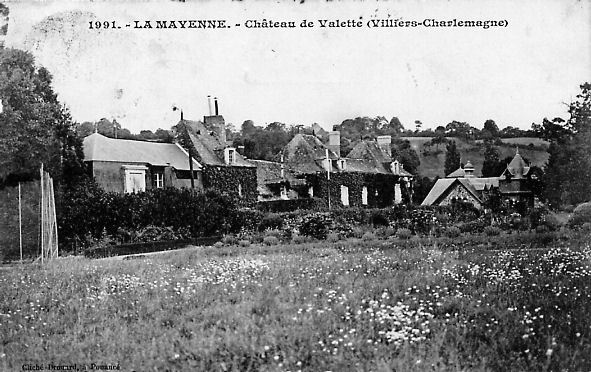
Le château de Valette en 1915.
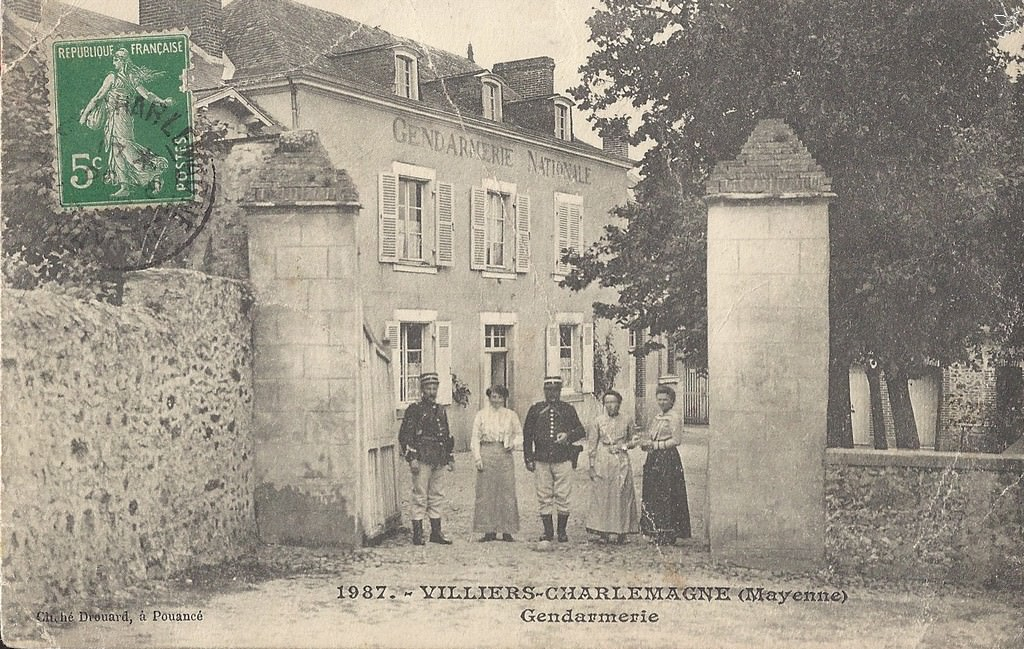
La gendarmerie.
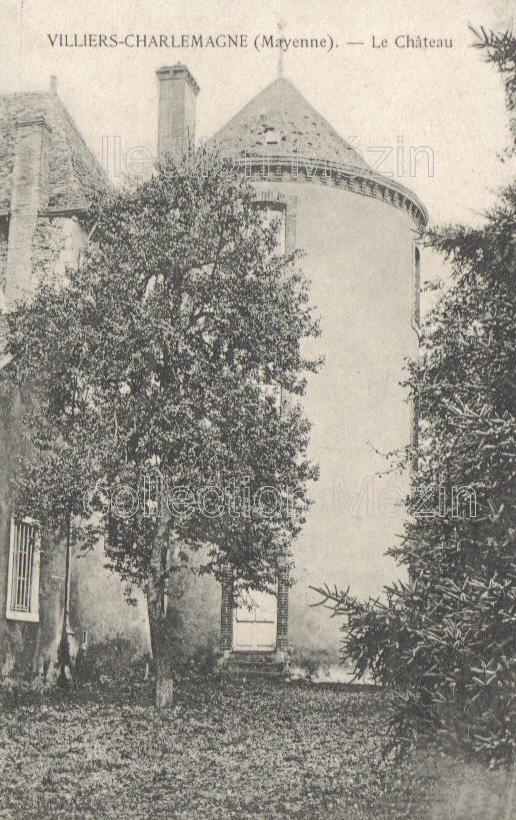
La tour du château.

## Héraldique
|  | Les armes de la commune se blasonnent ainsi : D'azur aux trois coquilles d'argent. |

Les armes de Villiers remonteraient au début du Moyen Âge, aux environs de 1124 : date à laquelle Jehan, fils de Gui II seigneur de Laval, avant d'entrer en religion chez les bénédictins de Marmoutiers (près de Tours), se plut à détacher trois des cinq coquilles d'argent de son blason de fils cadet de la Maison de Laval. "D'azur aux trois coquilles d'argent posées deux et une".

## Politique et administration

### Administration municipale
| Période                                  | Période   | Identité                                     | Étiquette | Qualité                                               |
| ---------------------------------------- | --------- | -------------------------------------------- | --------- | ----------------------------------------------------- |
| 1792                                     | 1798      | Joseph Haran de la Saulaie                   |           |                                                       |
| 1798                                     | 1800      | Jean Belu                                    |           |                                                       |
| 1800                                     | 1821      | Louis (Pierre) Blanchouïn de la Terry        |           |                                                       |
| 1821                                     | 1852      | Charles-Guillaume Sourdille de La Valette    |           | écrivain, propriétaire du château de la Valette       |
| 1852                                     | 1887      | Marie-Charles Sourdille de la Valette        |           |                                                       |
| 1887                                     | 1903      | Prince Charles-Laurent de la Tour d'Auvergne |           | propriétaire du château de la Valette                 |
| 1903                                     | 1907      | Prince Henry de la Tour d'Auvergne           |           |                                                       |
| 1907                                     | 1908      | Henri Pottier                                |           |                                                       |
| 1908                                     | 1919      | Prince Henry de la Tour d'Auvergne           |           |                                                       |
| 1919                                     | 1922      | Prince Charles de la Tour d'Auvergne         |           |                                                       |
| 1922                                     | 1935      | Henri Pottier                                |           |                                                       |
| 1935                                     | 1945      | Robert de Valroger                           |           |                                                       |
| 1945                                     | 1977      | Louis Lemesle                                |           |                                                       |
| 1977                                     | 1995      | Gérard de Landevoisin                        |           |                                                       |
| 1995                                     | mars 2014 | Norbert Bouvet                               | UMP       | Conseiller général, vice-président du conseil général |
| mars 2014                                | En cours  | Jacques Sabin                                | DVD       | Technicien territorial                                |
| Les données manquantes sont à compléter. |           |                                              |           |                                                       |

## Démographie
L'évolution du nombre d'habitants est connue à travers les recensements de la population effectués dans la commune depuis 1793. Pour les communes de moins de 10 000 habitants, une enquête de recensement portant sur toute la population est réalisée tous les cinq ans, les populations de référence des années intermédiaires étant quant à elles estimées par interpolation ou extrapolation. Pour la commune, le premier recensement exhaustif entrant dans le cadre du nouveau dispositif a été réalisé en 2004.
En 2022, la commune comptait 1 080 habitants, en évolution de −4,85 % par rapport à 2016 (Mayenne : −0,73 %, France hors Mayotte : +2,11 %).
Villiers-Charlemagne a compté jusqu'à 1 533 habitants en 1851.
| 1793  | 1800  | 1806  | 1821  | 1831  | 1836  | 1841  | 1846  | 1851  |
| ----- | ----- | ----- | ----- | ----- | ----- | ----- | ----- | ----- |
| 1 348 | 1 158 | 1 200 | 1 175 | 1 413 | 1 329 | 1 407 | 1 507 | 1 533 |

| 1856  | 1861  | 1866  | 1872  | 1876  | 1881  | 1886  | 1891  | 1896  |
| ----- | ----- | ----- | ----- | ----- | ----- | ----- | ----- | ----- |
| 1 527 | 1 455 | 1 460 | 1 352 | 1 345 | 1 308 | 1 265 | 1 312 | 1 211 |

| 1901  | 1906  | 1911  | 1921  | 1926 | 1931 | 1936 | 1946 | 1954 |
| ----- | ----- | ----- | ----- | ---- | ---- | ---- | ---- | ---- |
| 1 187 | 1 191 | 1 133 | 1 016 | 957  | 928  | 950  | 980  | 908  |

| 1962 | 1968 | 1975 | 1982 | 1990 | 1999 | 2004 | 2006 | 2009  |
| ---- | ---- | ---- | ---- | ---- | ---- | ---- | ---- | ----- |
| 931  | 810  | 713  | 698  | 761  | 859  | 959  | 997  | 1 052 |

| 2014  | 2019  | 2022  | - | - | - | - | - | - |
| ----- | ----- | ----- | - | - | - | - | - | - |
| 1 098 | 1 087 | 1 080 | - | - | - | - | - | - |

## Économie

### Projet de centrale électrique
Un chantier de centrale thermique à gaz a été envisagé sur la commune de Villiers-Charlemagne à la fin des années 2000. Le projet a fait naître un tollé parmi les habitants de Villiers qui ont finalement obtenu son abandon en 2012, faute de moyens.

## Lieux et monuments
- Village fleuri : deux fleurs.

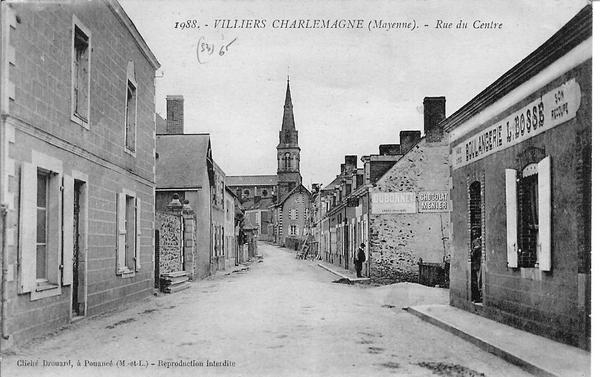
La rue du Centre en 1920.

- Le château de Villiers-Charlemagne.
- Le château de la Valette.
- Le château de la Lézière date du XIXe siècle.

## Animations
- Le méchoui était considéré comme le plus grand de France[25] et avait lieu tous les ans au mois d'août (généralement le 3e dimanche d'août).
- Les Marchés des Vacances les deux derniers mercredis de juillet et les deux premiers d'août.
- Le Village-Vacances-Pêche peut accueillir les férus de la pêche en eau douce.